# Richard Fariña
Richard George Fariña (8. března 1937 New York City, New York, USA – 30. dubna 1966 Carmel-by-the-Sea, Kalifornie, USA) byl americký folkový zpěvák, skladatel, básník a romanopisec.

## Životopis
Richard Fariña se narodil v Brooklynu ve městě New York. Studoval inženýrství a literaturu na Cornellově univerzitě a v polovině 50. let 20. století sloužil v Irské republikánské armádě a později krátce v guerillách Fidela Castra na Kubě.
Během pobytu v Evropě se seznámil s Mimi Baez, mladší sestrou folkové zpěvačky Joan Baez. V roce 1963 se vzali. Již předtím byl ženatý s Carolyn Hesterovou. Vydal album, na kterém Bob Dylan vystupoval pod pseudonymem „Blind Boy Grunt“, než začal společně vystupovat s Mimi, která hrála především na kytaru. Jejich alba Celebrations for a Grey Day (1965) a Reflections in a Crystal Wind (1966) byla ranými příklady folkového rocku. Spolu se svou ženou Mimi Fariñou sehrál významnou roli v obnově folkové hudby v 60. letech.
Fariñův první román Been Down So Long It Looks Like Up to Me (1966), jehož děj se částečně odehrává na Cornellově univerzitě, byl komediálním dílem o smyslu života a poskytoval portrét protikultury na prahu 60. let. Dílo bylo v roce 1971 zfilmováno. Jeho román Long Time Coming and a Long Time Gone byl vydán posmrtně v roce 1969. Jeho autobiografická a epizodická beletrie je humorná, s volnomyšlenkářským charakterem připomínajícím romány beatnických spisovatelů 50. let.

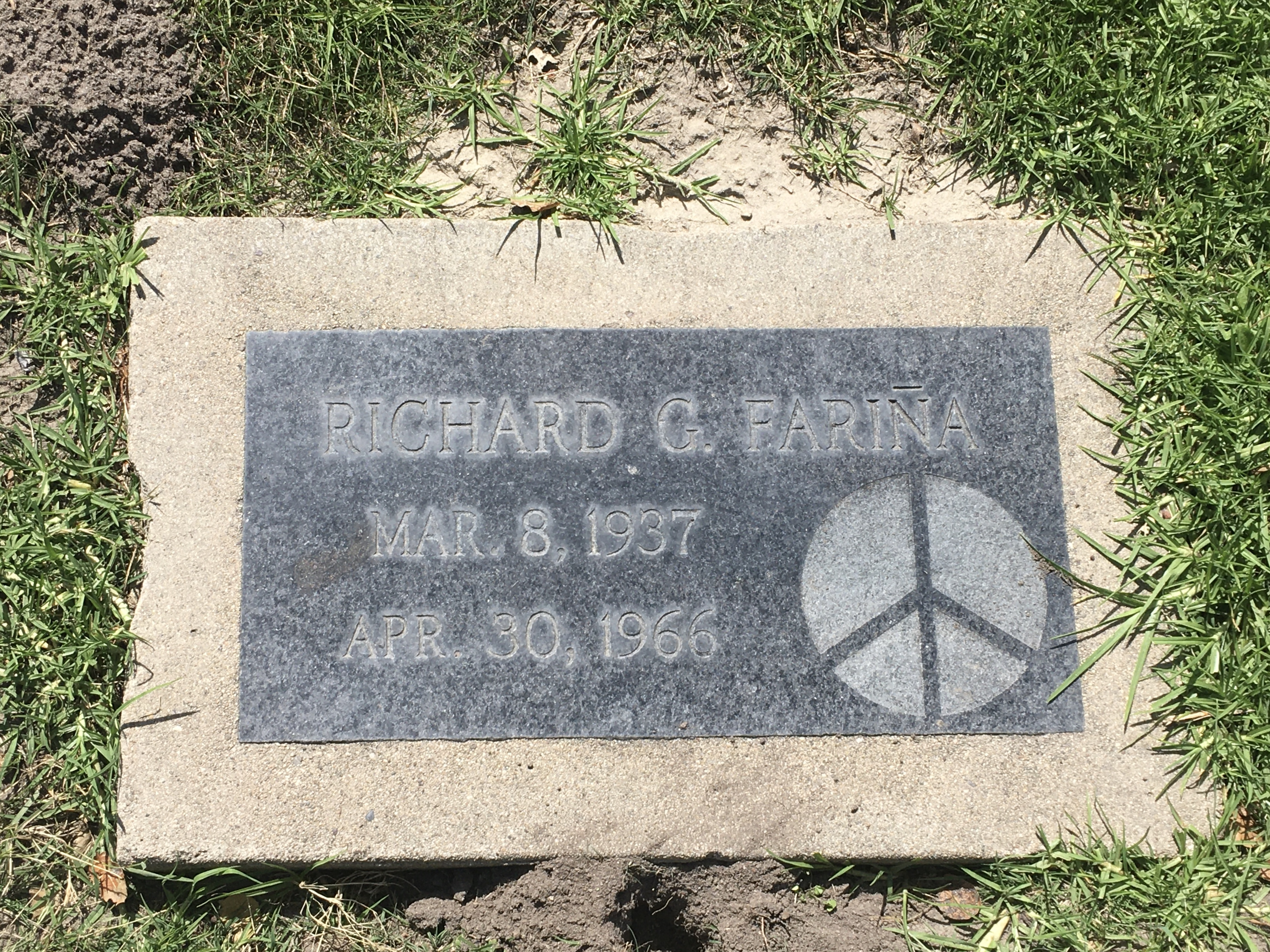
Náhrobek Richarda Fariñy

Dne 30. dubna 1966, dva dny po vydání svého románu, se zúčastnil autogramiády v knihkupectví Thunderbird v Carmel Valley Village. Později toho dne, na oslavě 21. narozenin své ženy Mimi Fariñové, Fariña uviděl hosta s motocyklem, který ho později svezl po Carmel Valley Road směrem na východ do venkovské oblasti Cachagua v Carmel Valley.
V zatáčce řidič ztratil kontrolu nad vozidlem. Motocykl se převrátil na pravou stranu silnice, vrátil se na druhou stranu a prorazil ostnatý drátěný plot do pole, kde se nyní nachází malá vinice. Řidič přežil, ale Richard Fariña zemřel na místě.